# Вълшебната планина
„Вълшебната планина“ (на немски: Der Zauberberg) е роман от германския писател Томас Ман (1875 – 1955), публикуван през 1924 г.

## Сюжет
През 1912 година Томас Ман прекарва няколко седмици в луксозния швейцарски курорт Давос, където жена му, Катя Ман, се лекува от белодробно заболяване. При влажното и студено време сам той получава леко възпаление на дихателните пътища и за сигурност подлага на преглед бронхите си при шефа на клиниката. Лекарят веднага установява някакво „болно място“ в гърдите на госта и го уверява, че ще постъпи разумно, ако остане в планината половин година на лечение. Писателят не се поддава на изкушението да се откъсне „временно“ от напрегнатия живот в „равнината“, а решава да опише преживяването си в неголям разказ, който да бъде само хумористичен паралел към трагичната новела „Смърт във Венеция“ и да разглежда проблема за смъртта в забавна и пародийно-иронична светлина. Така през следващите дванадесет години се ражда мамонтовият роман „Вълшебната планина“. Причина за това неимоверно разрастване на сюжета е Първата световна война, която предизвиква дълбоки промени в светогледа на писателя и го подтиква към преосмисляне на политическите и естетическите позиции, изразени в критично-полемичната му студия „Размишления на аполитичния“.

### Героят като tabula rasa
Подобно на автора, героят на романа, току-що дипломиралият се инженер Ханс Касторп, попада в международния санаториум за туберкулозно болни „Бергхоф“. Той е дошъл тук само да посети болния си братовчед и да си почине три седмици, преди да заеме мястото си в една хамбургска корабостроителница. Но веднъж вплетен в мрежите на безжизнения болен свят на санаториума, той сам се разболява и твърде скоро се отчуждава напълно от действителния живот. Недодяланият и изпълнен с младежка наивност бюргер проявява забележителен талант на пациент. Поддава се на всички лекарски терапии, а също на педагогическите усилия на своите самозвани възпитатели.
Първият от тях е италианецът Лодовико Сетембрини, внук на революционер и син на учен-хуманист. Сам той нарича себе си „homo humanus“, тоест човечен човек, и всичко преценява от гледището на бойкия хуманизъм. Заклет рационалист и индивидуалист, Сетембрини се опълчва срещу другия учител на героя, малкия йезуит Лео Нафта, духовен предшественик на европейския тоталитаризъм от XX век. Той от своя страна се нарича „homo dei“, божи човек, и счита насилието, жестокостта и подчинението на индивида неотменни в политическото развитие на Европа и света. Трети учител на Касторп, ала не с проповеди, а с поведението си, става едрият, широкоплещест и белокос минхер Питер Пеперкорн, човек на чувствата и живота, в чието присъствие интелектуалните разговори жалко избледняват.

### Ханс Касторп или За възпитанието
Така под кръстосания огън на възпитателни въздействия героят проумява, че към живота има два пътя: единият е обикновеният, прекият и кроткият; другият е лош, той води през смъртта и това е гениалният път. Ханс Касторп стига до възгледа, че всяко по-висше здраве трябва предварително да е преминало през дълбоко опознаване на болестта и смъртта. Затова той се грижи за умиращите, посещава ги, носи им цветя и това му помага да се отнася спокойно към смъртта, да мисли за нея като за част от живота и школа на живота.
Този интерес и на писателя, и на простодушия му герой към патологичното и смъртта е преди всичко от духовен характер. Затова и темата за смъртта в романа се свързва с темата за любовта. Лишеният от особени качества Ханс Касторп се влюбва безнадеждно в една пациентка от руски произход с тесни киргизки очи на име Клавдия Шоша. От болестта тялото ѝ изглежда още по плътско и за нея страстта означава живот в самозабрава заради самия живот. Любовното чувство на героя, както и общуването му със смъртта и болестта превръщат простата материя на неговата душа в сложен дух на прозрението. Касторп претърпява особено „повишаване“ на личността си, което, по думите на самия Томас Ман, го прави способен за нравствени, интелектуални и чувствени приключения, за каквито долу в „равнината“ никога не би могъл дори да сънува.

### Одисея на духа
Вълшебството на планината започва с това, че невинната триседмична почивка на героя се превръща в седемгодишна одисея на духа. Той постига мъдростта, овладява тайната на живота, изпълва се с житейската „философия на ведростта“, която му позволява да превъзмогне реалността чрез иронията и пародията. Това най-ясно проличава в главата с надслов „Сняг“, където заблудилият се в гибелно опасни висини Ханс Касторп бълнува своя блян за Човека.
Обитателите на „Вълшебната планина“ са омагьосани от непроменчивостта на света около тях и това състояние се издига до метафора на съществуване, в което няма развитие, а вечно повтаряне на вече познати и отдавна изучени периоди от време. Така се създават условията за протичане на един „херметичен самовъзпитателен процес“, на който е изложен героят. Той пребивава във „Вълшебната планина“, забравил напълно астрономическото и календарното време, дори собственото си „биографично време“.
Тъкмо в сънищата, обвит от мъглата на иреалното, Ханс Касторп осъществява своето пробуждане, своето излизане от състоянието на безвремие и безисторичност. Този момент на пробуждане представлява кулминацията на романа, откъдето следва постепенната развръзка или по-точно осъзнаването на липсата на развръзка и приемането на иронично отношение към света като единствено средство за самосъхранение в името на застрашените хуманни ценности.

### Критика на културата
След Първата световна война, в процеса на тежка светогледна криза Томас Ман стига до прозрението, че „занапред не бихме могли да живеем и творим като досега“ и нарича романа „Вълшебната планина“ средищна и повратна точка на своята художествена продукция. Като във фокус тук са събрани и осветлени критично всички онези духовни, световноисторически, културнофилософски, етически и политически проблеми, течения и тенденции, с които писателят се е занимавал и стълкновявал в годините след войната.
Така романът от една страна представлява равносметка на епохата, понеже обрисува вътрешната картина на предвоенното време в Европа, от друга страна обаче това е роман за времето в трансцендентален смисъл, тъй като има за предмет „чистото време“ в неговия философски, психологически и метафоричен аспект. Тази цел на романа се осъществява с помощта на особена музикална лайтмотивна техника, която създава усещането именно за „кръгово време“, за вечно настояще. Ханс Касторп преминава дълъг път на самообразование, изпъстрен с множество приключения, но се движи не толкова във времето и пространството, които са сякаш замръзнали, колкото в дебрите на съзнанието и психиката. Затова „Вълшебната планина“ се нарежда сред немските образователни романи и неин образен е Гьотевият „Вилхелм Майстер“.
В тази книга Томас Ман насочва вниманието към дълбоката проблематичност и загубената образователна стойност на европейската културна традиция и показва, че тя вече не може да бъде ръководно начало за съвременно поведение и мислене. Така романът е отправен към идните дни и макар героят да се изгубва от погледа на читателя сред дима и хаоса на войната, той вече е извършил своето вътрешно „повишаване“ и неговият път е определен. Томас Ман нарича „Вълшебната планина“ книга на идейно отричане от много опасни склонности, обаяния и изкушения, книга на сбогуването и на педагогическото самодисциплиниране.
- Първи издания в Германия от 1924 г.
- „Вълшебната планина“ от Кристиан Тонис, 1987 г.